# Eleições estaduais no Amazonas em 2006
As eleições estaduais no Amazonas em 2006 ocorreram em 1º de outubro como parte das eleições gerais no Distrito Federal e em 26 estados brasileiros. Nelas foram eleitos o governador Eduardo Braga, o vice-governador Omar Aziz e o senador Alfredo Nascimento, além de oito deputados federais e vinte e quatro estaduais. Como o candidato vencedor obteve soma superior a metade mais um dos votos válidos a disputa terminou em primeiro turno e conforme a Constituição a posse do governador e do vice-governador se daria em 1º de janeiro de 2007 para quatro anos de mandato.
Quatro anos depois de amargar seu pior desempenho nas urnas, o PMDB venceu uma refrega para o governo do Amazonas chancelando a reeleição de Eduardo Braga. Diplomado em Engenharia Elétrica pela Universidade Federal do Amazonas, foi eleito deputado estadual pelo PDS em 1982 e reeleito pelo PMDB em 1986. A partir de então foi estabelecida uma aliança entre Eduardo Braga e Amazonino Mendes que entraram no PDC e o primeiro assumiu a relatoria da constituição estadual. Eleito deputado federal em 1990 e vice-prefeito de Manaus em 1992, assumiu a prefeitura em 1994 quando Amazonino Mendes deixou o cargo e logo depois venceu sua segunda eleição para governador. Com a extinção do PDC os caminhos de Amazonino Mendes e Eduardo Braga foram os mesmos até que este entrou no PSL e foi derrotado por Amazonino Mendes ao disputar o governo em 1998. Após ingressar no PPS foi vencido por Alfredo Nascimento ao disputar a prefeitura de Manaus em 2000. Eleito governador do Amazonas em 2002, Eduardo Braga foi reeleito via PMDB, que este ano venceu sua quarta disputa pelo Palácio Rio Negro.
Também foi vitorioso nas urnas o engenheiro civil Omar Aziz. Nascido na cidade paulista de Garça, ele se formou na Universidade Federal do Amazonas. Eleito vereador em Manaus pelo PSL em 1992, integrou o séquito de Amazonino Mendes seguindo-o na filiação ao PPR e depois ao PPB sendo eleito deputado estadual em 1994 e vice-prefeito de Manaus na chapa de Alfredo Nascimento em 1996. Secretário municipal de Obras na capital amazonense, migrou para o PFL e foi reeleito vice-prefeito no ano 2000. Eleito vice-governador do Amazonas junto com Eduardo Braga em 2002, ingressou no PMN e reelegeu-se em 2006 ao lado do titular.
O novo senador do estado é o potiguar Alfredo Nascimento. Nascido em Martins, ele é graduado pela Universidade Federal do Amazonas em Letras e Matemática e especialista em Administração e Auditoria em Recursos Humanos na Fundação Getúlio Vargas. No primeiro governo de Amazonino Mendes foi Secretário de Fazenda, Secretário de Administração e em junho de 1988 foi nomeado interventor na prefeitura de Manaus ante o afastamento de Manoel Ribeiro. Nomeado superintendente da Zona Franca de Manaus no Governo Collor em 1991, exerceu o cargo durante um ano. Filiado ao PPR, foi eleito vice-governador na chapa de Amazonino Mendes em 1994 e prefeito de Manaus via PPB em 1996, reelegeu-se pelo PL no ano 2000. Após renunciar ao cargo, assumiu o Ministério dos Transportes no Governo Lula em 15 de março de 2004 e agora chegou ao Senado Federal.

## Resultado da eleição para governador
Segundo o Tribunal Superior Eleitoral houve 1.358.613 votos nominais (92,74%), 20.571 votos em branco (1,40%) e 85.792 (5,86%), totalizando 1.464.976 eleitores.
| Candidatos a governador do estado | Candidatos a vice-governador    | Número | Coligação                                          | Votação | Percentual |
| --------------------------------- | ------------------------------- | ------ | -------------------------------------------------- | ------- | ---------- |
| Eduardo Braga PMDB                | Omar Aziz PMN                   | 15     | Pelo bem do Amazonas (PMDB, PMN, PP, PTB, PRTB)    | 687.912 | 50,63%     |
| Amazonino Mendes PFL              | Sidney Leite PHS                | 25     | Amazonas para todos (PFL, PHS, PSC, PTC, PTN, PAN) | 543.412 | 40,00%     |
| Arthur Virgílio Neto PSDB         | Leonel Feitoza PSDB             | 45     | Muda Amazonas (PSDB, PPS)                          | 74.900  | 5,51%      |
| Paulo de Carli PDT                | Maria de Oliveira Fernandes PDT | 12     | PDT (sem coligação)                                | 35.827  | 2,64%      |
| Professor Sérgio PSDC             | Professor Marcão PSDC           | 27     | PSDC (sem coligação)                               | 10.051  | 0,74%      |
| Herbert Amazonas PSTU             | Renato Nery PCB                 | 16     | Frente Amazonas Socialista (PSTU, PCB, PSOL)       | 6.195   | 0,46%      |
| José Sampaio Sobrinho PCO         | Elivane Silva PCO               | 29     | PCO (sem coligação)                                | 316     | 0,02%      |
| Fontes:                           |                                 |        |                                                    |         |            |

## Resultado da eleição para senador
Segundo o Tribunal Superior Eleitoral houve 1.325.862 votos nominais (90,50%), 45.234 votos em branco (3,09%) e 93.880 votos nulos (6,41%), totalizando 1.464.976 eleitores.

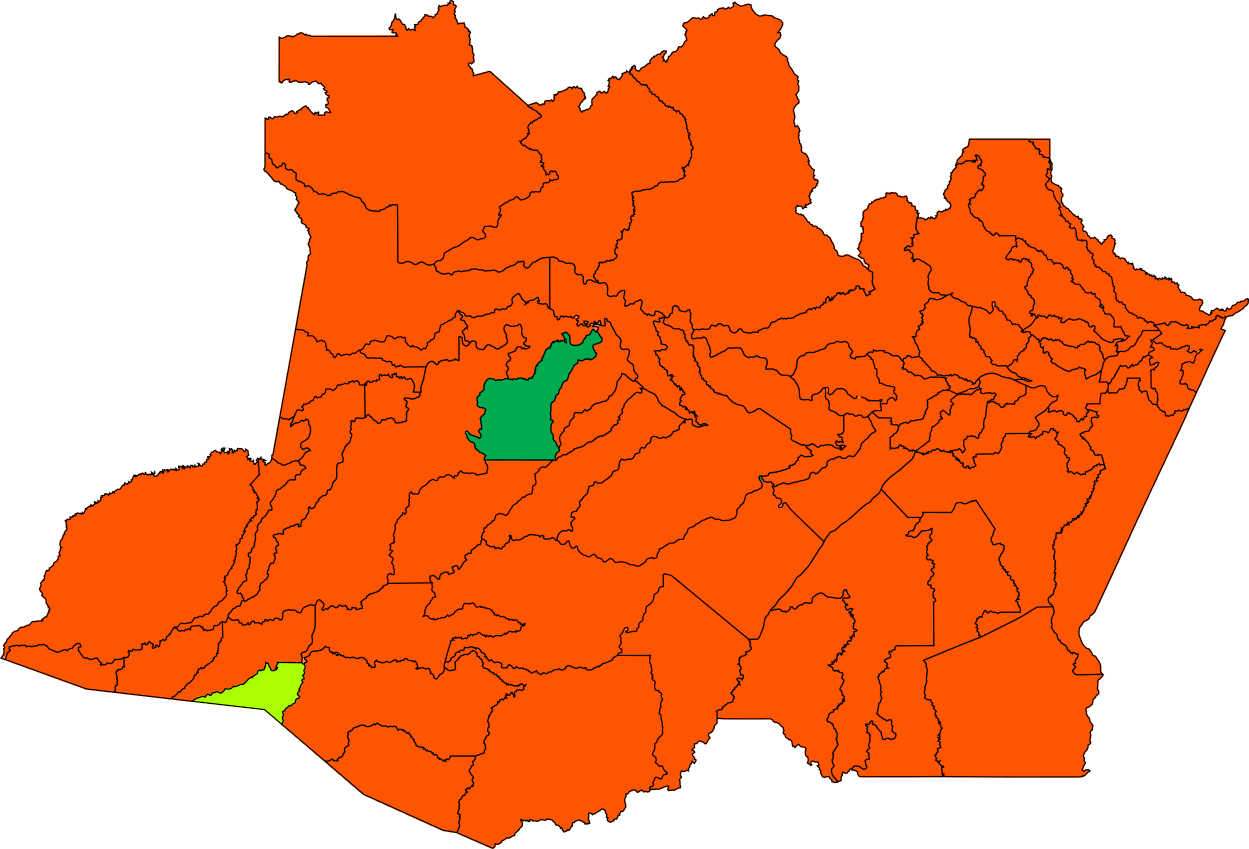
Resultados Por Município

| Candidatos a senador da República | Candidatos a suplente de senador                  | Número | Coligação                                            | Votação | Percentual |
| --------------------------------- | ------------------------------------------------- | ------ | ---------------------------------------------------- | ------- | ---------- |
| Alfredo Nascimento PL             | João Pedro Costa PT Aluísio Braga PL              | 222    | Com a força do povo (PL, PT, PCdoB, PRB, PSB, PRONA) | 629.606 | 47,49%     |
| Pauderney Avelino PFL             | Marise Mendes PHS Francisco Deodato PFL           | 255    | Amazonas para todos (PFL, PHS, PSC, PTC, PTN, PAN)   | 289.234 | 21,82%     |
| Gilberto Mestrinho PMDB           | Francisco Garcia PP Fausto Souza PRTB             | 151    | Pelo bem do Amazonas (PMDB, PMN, PP, PTB, PRTB)      | 225.197 | 16,98%     |
| Plínio Valério PV                 | Neuzimar Pinheiro PV Gerson Duarte PV             | 432    | PV (sem coligação)                                   | 158.333 | 11,94%     |
| Mário Frota PDT                   | Stones Machado PDT José da Rocha Freire PDT       | 123    | PDT (sem coligação)                                  | 21.200  | 1,60%      |
| Luiz Navarro PCB                  | Gilberto Vasconcelos PSTU João Queiroz PSTU       | 211    | Frente Amazonas Socialista (PSTU, PCB, PSOL)         | 1.848   | 0,14%      |
| Ednailda Santos PCO               | José Jerônimo das Chagas PCO Mariete Pimentel PCO | 291    | PCO (sem coligação)                                  | 444     | 0,03%      |
| Fontes:                           |                                                   |        |                                                      |         |            |

## Deputados federais eleitos
São relacionados os candidatos eleitos com informações complementares da Câmara dos Deputados.

Representação eleita
  PP: 2
  PFL: 1
  PT: 1
  PTB: 1
  PCdoB: 1
  PMDB: 1
  PSB: 1

| Número  | Deputados federais eleitos | Partido | Votação | Percentual | Cidade onde nasceu | Unidade federativa |
| 1111    | Carlos Souza               | PP      | 147.212 | 10,57%     | Manaus             | Amazonas           |
| 2525    | Sabino Castelo Branco      | PFL     | 138.932 | 9,98%      | Manaus             | Amazonas           |
| 1313    | Francisco Praciano         | PT      | 126.881 | 9,11%      | Itapipoca          | Ceará              |
| 1477    | Silas Câmara               | PTB     | 104.965 | 7,54%      | Rio Branco         | Acre               |
| 6565    | Vanessa Grazziotin         | PCdoB   | 95.950  | 6,89%      | Videira            | Santa Catarina     |
| 1555    | Átila Lins                 | PMDB    | 93.882  | 6,74%      | Fonte Boa          | Amazonas           |
| 4040    | Marcelo Serafim            | PSB     | 92.241  | 6,62%      | Manaus             | Amazonas           |
| 1122    | Rebeca Garcia              | PP      | 81.229  | 5,83%      | Manaus             | Amazonas           |
| Fontes: |                            |         |         |            |                    |                    |

## Deputados estaduais eleitos
Estavam em jogo 24 cadeiras da Assembleia Legislativa do Amazonas.

Representação eleita
  PMDB: 4
  PP: 3
  PMN: 2
  PAN: 2
  PFL: 2
  PV: 1
  PT: 1
  PTB: 1
  PRTB: 1
  PRONA: 1
  PRP: 1
  PCdoB: 1
  PSB: 1
  PPS: 1
  PL: 1
  PHS: 1

Fonteː
| Número  | Deputados estaduais eleitos | Partido | Votação | Percentual | Cidade onde nasceu | Unidade federativa |
| 11123   | Wallace Souza               | PP      | 48.965  | 3,53%      | Manaus             | Amazonas           |
| 15666   | Belarmino Lins              | PMDB    | 34.098  | 2,46%      | Fonte Boa          | Amazonas           |
| 15678   | Nelson Azêdo                | PMDB    | 33.021  | 2,38%      | Itacoatiara        | Amazonas           |
| 15777   | Marcos Rotta                | PMDB    | 32.178  | 2,32%      | Cianorte           | Paraná             |
| 43123   | Angelus Figueira            | PV      | 31.026  | 2,24%      | Manaus             | Amazonas           |
| 13633   | Sinésio Campos              | PT      | 30.662  | 2,21%      | Santarém           | Pará               |
| 15123   | Vicente Lopes               | PMDB    | 29.932  | 2,16%      | Serrita            | Pernambuco         |
| 14777   | Francisco Souza             | PTB     | 29.006  | 2,09%      | Solonópole         | Ceará              |
| 28671   | Edílson Gurgel              | PRTB    | 26.576  | 1,92%      | Lábrea             | Amazonas           |
| 56789   | Ricardo Nicolau             | PRONA   | 25.786  | 1,86%      | Manaus             | Amazonas           |
| 11789   | Conceição Sampaio           | PP      | 20.469  | 1,48%      | Alenquer           | Pará               |
| 33147   | Wilson Lisboa               | PMN     | 19.323  | 1,39%      | Manaus             | Amazonas           |
| 11111   | Adjuto Afonso               | PP      | 18.713  | 1,35%      | Manaus             | Amazonas           |
| 33123   | Carlos Alberto Almeida      | PMN     | 18.218  | 1,31%      | Rio de Janeiro     | Rio de Janeiro     |
| 44123   | Donmarques Mendonça         | PRP     | 17.690  | 1,28%      | Itacoatiara        | Amazonas           |
| 26369   | Walzenir Falcão             | PAN     | 15.883  | 1,15%      | Careiro            | Amazonas           |
| 25123   | Therezinha Ruiz             | PFL     | 15.531  | 1,12%      | Manaus             | Amazonas           |
| 65656   | Eron Bezerra                | PCdoB   | 15.491  | 1,12%      | Boca do Acre       | Amazonas           |
| 40400   | Josué Neto                  | PSB     | 15.458  | 1,12%      | Manaus             | Amazonas           |
| 23333   | Luiz Castro                 | PPS     | 15.349  | 1,11%      | São Paulo          | São Paulo          |
| 22123   | Sabá Reis                   | PL      | 14.087  | 1,02%      | Parintins          | Amazonas           |
| 25234   | Vera Castelo Branco         | PFL     | 14.034  | 1,01%      | Araguari           | Minas Gerais       |
| 31031   | Liberman Moreno             | PHS     | 11.841  | 0,85%      | Jutaí              | Amazonas           |
| 26026   | David Almeida               | PAN     | 7.569   | 0,55%      | Manaus             | Amazonas           |
| Fontes: |                             |         |         |            |                    |                    |